# 愛爾達電視
愛爾達科技股份有限公司（英語：ELTA Technology Co., Ltd.，簡稱：ELTA TV）是由台達電子創辦人鄭崇華轉投資的愛爾達科技所設立的電視台。2008年10月21日正式在中華電信MOD開台。

## 歷史沿革[1]
- 2000年3月，愛爾達科技成立。
- 2000年4月，成立 www.ch5.tv 寬頻影音網站。
- 2000年6月，與HiNet合作創立 hiChannel 寬頻影音網站，為當時全台最大寬頻影音網站。
- 2001年7月，和台視、華視、中視、民視與公視合作，首創全台網路電視付費Pay Per View的VOD經營模式。
- 2003年1月，首創各項體育賽事（如：SBL、世界青少棒賽、亞錦賽⋯⋯等）網路直播。
- 2004年1月，全亞洲第一家取得港劇、韓劇與陸劇⋯⋯等熱門影集，台灣區獨家網路新媒體版權。
- 2005年1月：
  - 與當時台灣五家電信業者（中華電信、台灣大哥大、遠傳電信、亞太電信與威寶電信）共同合作推出 3G 影音服務。
  - 首創熱門戲劇（港劇、韓劇、陸劇）在 IPTV 播放。
- 2006年4月，獨家取得 MLB 美國職棒賽事於 IPTV/internet/Mobile 三網播出。
- 2007年4月，中華電信投資愛爾達科技，與 hiChannel 合作推出全新線上影音服務FreeTV轉播。轉播 2007 年 MLB 美國職棒賽事，與 MLB、CSMG 共同合作成立「王建民中文官方網站」。
- 2008年3月，全台率先推出HD高畫質轉播奧運棒球資格賽。
- 2008年4月，全台獨家HD高畫質轉播MLB美國職棒。
- 2008年7月，愛爾達轉為中華電信策略合作夥伴，並與中華電信共同成立奧運專案辦公室OPO(Olympic Program Office)，以HD高畫質轉播2008世界女排大獎賽。
- 2008年8月，取得NCC核發的衛星廣播電視事業執照，愛爾達正式成為頻道業者。全台獨家HD高畫質轉播2008北京奧運。
- 2008年9月，取得NCC核發之三張HD頻道變更執照。
- 2008年10月，全台獨家HD高畫質轉播08-09 NBA美國職籃、企業五年甲級男子排球企業聯賽。
- 2008年10月21日，愛爾達電視在中華電信MOD開台並開放用戶免費收視，首波開放「體育台、影劇台、綜合台」三個頻道，並各自提供SD與HD版本。
- 2010年4月1日中午起，中華電信MOD調整頻道區塊及編號，體育台HD改為270頻道、影劇台HD改為245頻道、綜合台HD改為225頻道、體育台SD改為70頻道、影劇台SD改為45頻道、綜合台SD改為25頻道。
- 2011年5月，ELTA多螢電視服務在台北國際電腦展覽會正式亮相。
- 2011年6月15日，中華電信MOD系統升級，將同一執照之SD與HD頻道整合為單一頻道，升級後的綜合台為25頻道、影劇台為45頻道、體育台為170頻道。
- 2011年7月，宣布取得2012年倫敦奧運轉播權，並首次成為非傳統無線電視台的台灣總代理。
- 2012年7月，因轉播2012年倫敦奧運，特別開闢14個頻道（3台中文講評及11台原音頻道）全天候轉播賽事。同時首次提供3D轉播服務「愛爾達奧運台3D」，是台灣第一個3D電視頻道。
- 2013年7月1日，愛爾達電視三頻道結束免費收視優惠，開始收費[2]。
- 2014年1月，宣布取得2014年世界盃足球賽台灣總代理。
- 2014年6月3日，愛爾達育樂台在中華電信MOD第169頻道開播。同年，愛爾達電視開始在官方網站提供OTT直播服務，提供體育二台與戲劇台。
- 2015年起，陸續開始代理營運英國廣播公司（BBC）在台灣播放的BBC World News、CBeebies、BBC地球和BBC Lifestyle四個電視頻道，美國電視頻道Travel Channel和Outdoor Channel（英语：Outdoor Channel），法國TRACE集團的TRACE Urban（英语：TRACE Urban）和TRACE Sport Stars（法语：TRACE Sport Stars）兩個頻道，以及法國的古典樂/爵士樂/藝術表演频道Mezzo Live HD（英语：Mezzo TV）。
- 2016年1月11日，ELTA OTT影視服務正式啟用[3]。
- 2016年5月10日，愛爾達足球台在中華電信MOD第168頻道開播。
- 2016年8月，因轉播2016年里約奧運，開闢11個專門原音頻道全天候轉播賽事。
- 2017年11月1日，因應中華電信MOD的頻道號碼重新編排，將受頻道號碼與類別混亂的頻道重新編訂，體育台為200頻道、育樂台為201頻道、足球台為202頻道、綜合台為300頻道、影劇台為355頻道，代理頻道亦重新編排。
- 2017年12月11日0時起，經國家通訊傳播委員會第767次委員會議[4]許可，愛爾達將體育台更名為「體育1台」、育樂台更名為「體育2台」、足球台更名為「體育3台」及識別標識變更。
- 2017年11月27日，因愛爾達授權因素，LiTV 線上影視「愛爾達歡樂餐」下架[5]。
- 2021年7月21日，因轉播2020年東京奧運，愛爾達體育1台及愛爾達體育2台升級為4K（2160p）畫質播出至8月10日，並開闢6個專門頻道全天候轉播賽事。
- 2023年9月20日，愛爾達體育4台在中華電信MOD第203頻道開播。
- 2023年9月23日，因轉播2022年杭州亞運，愛爾達體育1台及愛爾達體育2台升級為4K（2160p）畫質播出至10月8日，並開闢6個專門頻道全天候轉播賽事。
- 2024年7月23日，因轉播2024 巴黎奧運，愛爾達體育1台及愛爾達體育2台在舉行奧運期間，升級為4K 超高畫質訊號。播出至8月12日，並開闢 7 個專門頻道全天候轉播賽事。
- 2024年8月29日，因轉播2024 巴黎帕運。播出至9月9日，並開闢6個專門頻道全天候轉播賽事。

## 旗下頻道
目前愛爾達電視旗下頻道主要於：中華電信 MOD、Hami Video 與愛爾達科技旗下的「愛爾達 OTT 影音平台」全年播出，提供 8 條不同的頻道，並代理國外相關頻道於 MOD 播出。

### 愛爾達體育1台
2008年10月21日開播，前稱愛爾達體育台，以 HD 高畫質 訊號播出，於 IPTV 平台：中華電信 MOD 第 200 台、OTT 平台：Hami Video、愛爾達 OTT 影音平台上架，頻道的主要內容為：轉播跨國大型體育運動賽事。自 2020東京奧運 開始，每逢奧運期間會提供 4K 超高畫質 訊號播出。

### 愛爾達體育2台
2014年6月3日開播，前稱愛爾達育樂台，以 HD 高畫質 訊號播出，於 IPTV 平台：中華電信 MOD 第 201 台、OTT 平台：Hami Video、愛爾達 OTT 影音平台上架。成立目的是為了分流原愛爾達體育台的直播賽事，並搭上 2014 年 FIFA 世界盃足球賽潮流，以方便觀眾因時間衝突而無法同時觀賞兩場比賽。頻道的主要內容為：轉播跨國大型體育運動賽事。自 2020東京奧運 開始，每逢奧運期間會提供 4K 超高畫質 訊號播出。

### 愛爾達體育3台
2016年5月10日開播，前稱愛爾達足球台，以 HD 高畫質 訊號播出，於 IPTV 平台：中華電信 MOD 第 202 台、OTT 平台：Hami Video、愛爾達 OTT 影音平台上架。頻道的主要內容為：轉播跨國大型體育運動賽事。

### 愛爾達體育4台
2023年9月20日開播，以 HD 高畫質 訊號播出，於 IPTV 平台：中華電信 MOD 第 203 台、OTT 平台：Hami Video、愛爾達 OTT 影音平台上架。頻道的主要內容為：轉播國內基層運動賽事。

### 愛爾達綜合台
2008年10月21日開播，以 HD 高畫質 訊號播出，於 IPTV 平台：中華電信 MOD 第 300 台、OTT 平台：Hami Video、愛爾達 OTT 影音平台上架。開播時為全台灣第一個 HD 綜合頻道。頻道的主要內容以播出自製節目、強檔陸劇、綜藝、日本卡通為主。

### 愛爾達影劇台
2008年10月21日開播，以 HD 高畫質 訊號播出，於 IPTV 平台：中華電信 MOD 第 355 台、OTT 平台：Hami Video、愛爾達 OTT 影音平台上架。與韓國電視台合作，頻道的主要以直購高畫質的熱播韓劇（IPTV & OTT 版權），所有戲劇內容皆以隨選視訊（VOD）同步上架於合作之 IPTV & OTT 平台。

### 愛爾達娛樂台
2016年1月開播，以 HD 高畫質 訊號播出，於 OTT 平台：Hami Video、愛爾達 OTT 影音平台、四季線上影視與 LiTV 立視線上影視 上架，頻道主要播出過往愛爾達旗下頻道已經播出過的自製節目、各項體育賽事新聞與陸劇重播。

### 愛爾達日韓台
2024年6月開播，以 HD 高畫質 訊號播出，於 OTT 平台：Hami Video、愛爾達 OTT 影音平台上架，頻道主要播出過往愛爾達旗下頻道已經播出過的韓劇、日劇重播。

### 特定期間大型賽事特規頻道
自 2020東京奧運 開始，每逢奧運期間會特別於 IPTV 平台：中華電信 MOD 與 OTT 平台：Hami Video、愛爾達 OTT 影音平台，另外開闢 6～7個奧運專門頻道，以 HD 高畫質 播出，頻道轉播聲道為原音重現，藉此服務觀眾及球迷。
| 賽事名稱      | 增開特規頻道名稱 |
| ------------- | --- |
| 2020 東京奧運 | 共開設奧運 1 台 ～ 7 台，共 7 台特規頻道於 OTT 平台上架，原音聲道。IPTV 平台：中華電信 MOD 加開奧運 1 台 ～ 3 台。        |
| 2022 杭州亞運 | 共開設亞運 1 台 ～ 11 台，共 11 台特規頻道於 OTT 平台上架，原音聲道。IPTV 平台：中華電信 MOD 加開亞運 1 台 ～ 3 台。      |
| 2024 巴黎奧運 | 共開設奧運 1 台 ～ 7 台，共 7 台特規頻道於 OTT 平台上架，原音聲道。 IPTV 平台：中華電信 MOD 加開 980、982、983 三個頻道。 |

### 大型賽事常規頻道：愛爾達體育 MAX 台
自 2020東京奧運 開始，因轉播奧運賽事後，已擠壓體育台原先轉播的各項大型賽事時段。電視台經考量後，決定另外加開常規的「愛爾達體育 MAX 台」。原本增設 MAX 1 ～ 4 台，共四台。而後因故再增加至 MAX 1 ～ 8 台，共 8 台頻道。
主要於 IPTV 平台：中華電信 MOD 中的「Hami Video 運動館」專區，以及 OTT 平台：Hami Video 電視館 & 運動館與愛爾達 OTT 影音平台上架播出。頻道主要內容為：原在愛爾達體育台固定期間直播的大型賽事節目，因被國際大型賽事播出時段衝突後，會在電視台以「跑馬燈」形式公告改至「體育 MAX 台」播出。

## 代理頻道
- TRACE URBAN （页面存档备份，存于）[1]
- TRACE SPORTS STAR （页面存档备份，存于） （页面存档备份，存于）[1]
- Mezzo Live （页面存档备份，存于） （页面存档备份，存于）[1]
- PetClub TV （页面存档备份，存于）[9]
- INULTRA （页面存档备份，存于）[10]

已結束代理
- Motorvision TV（德语：Motorvision TV）
- CBeebies
- BBC Earth
- BBC Lifestyle
- Travel Channel
- Outdoor Channel（英语：Outdoor Channel）

## 轉播賽事
- 夏、冬季奧運（2008年、2010年、2012年、2014年、2016年、2018年、2021年、2022年、2024年）
- 夏、冬季帕運（2008年、2020年、2024年）
- 夏、冬季青年奧運（2010年、2014年、2016年、2018年、2020年）
- 夏、冬季亞運（2010年、2014年、2018年、2023年、2025年、2026年）
- 亞帕運（2023年）
- 夏季聽奧（2009年）
- 夏季世大運（2017年、2023年、2025年）
- 世界運動會（2009年、2022年、2025年）
- 國際足總舉辦的各層級足球賽事（2010年、2014年、2018年、2022年、2026年）
- 國際足總世界盃足球賽外圍賽-亞洲區（2022年）
- 世界棒球12強賽（2019年、2024年）
- 世界棒球經典賽（2013年、2023年、2026年）
- 亞洲棒球錦標賽（2017年、2019年、2023年）
- 美國職棒（2008年、2010年～2014年、2021年～）
- 中華職棒大聯盟例行賽和熱身賽賽事
  - 中華職棒統一7-ELEVEn獅隊主場賽事（2010年～2019年、2021年～2023年、2025年～)
  - 中華職棒大聯盟富邦悍將（2010年～2018年、2020年～）
  - 中華職棒中信兄弟隊主場賽事（2017年～2021年、2024年)
  - 中華職棒大聯盟味全龍（2023年～）
  - 中華職棒大聯盟台鋼雄鷹（2024年～）
- 中華職棒大聯盟二軍賽事（2017年、2021年）
- 玉山盃全國青棒錦標賽（2020年～）
- 美國職業籃球（2008年～）
- 爆米花夏季棒球聯盟（2017年、2024年）
- 超級籃球聯賽（2008年～2012年、2014年～2015年、2016年～2018年、2021年～2022年）
- 女子超級籃球聯賽（2010年、2013年、2022年）
- 國家美式足球聯盟（2017年、2023年～）
- 東南亞職業籃球聯賽賽事（2017年～2020年）
- T1聯盟（2021年～2024年）
- 歐洲冠軍足球聯賽（2010年～）
- 欧足联欧洲联赛（2012年～）
- 歐足總歐洲協會聯賽（2021年～）
- 歐洲國家盃（2016年）
- 歐足聯國家聯賽（2022年～）
- 德國足協盃（2017年～2022年）
- 英格蘭足總盃（2020年～）
- 亞足聯冠軍聯賽（2021年～）
- 亞洲足聯盃（2021年～）
- 亞足聯亞洲盃（2023年）
- 義大利足球甲級聯賽（2022年2月6日～）
- 蘇格蘭足球超級聯賽（2022年2月27日～）
- 英格蘭超級足球聯賽（2022年8月～）
- 大專籃球聯賽（2023年～）
- 高級中等學校籃球聯賽（2013年、2020年～）
- 國中籃球聯賽（2020年～）
- 國中排球聯賽（2020年～）
- 高中排球聯賽（2020年～）
- 全國中等學校足球聯賽（2020年～）
- 中小學女子壘球聯賽（2020年～）
- PGA巡迴賽（2020年～2021年）
- BWF世界羽聯世界巡迴賽
- 蘇迪曼盃（2019年～2022年）
- ITTF國際桌總世界巡迴賽
- WTT世界桌球職業大聯盟
- 法國網球公開賽（2022年～）
- 溫布頓網球公開賽（2024年～）
- 美國網球公開賽
- 全國花式滑冰錦標賽（2020年～）
- 一級方程式賽車（2022年5月21日～）
- 澳洲網球公開賽（2025年～）

## 主播群

### 台灣
| 體育主播 | 體育主播 | 體育主播 |
| -------- | -------- | -------- |
| 吳盈達   | 洪志瑋   | 陳欣宏   |
| 謝思毅   | 陳裕偉   | 吳昇府   |
| 魏楚育   | 李長勳   | 黃昶豪   |
| 李祐廷   | 石曉茜   | 秦婷     |
| 官欣瑜   | 張旖旂   | 張博涵   |

## 批评与争议

### 2024年巴黎奥运会转播权争议
中华电信在2024年巴黎奥运会版权持有者愛爾達電視手中获得了独家网络电视和流媒体版权，该公司报告称，其流媒体平台Hami Video 在转播男子双打羽毛球淘汰赛的过程中出现了服务器崩溃的情况。
此外，台湾的有线电视业者以及政治人物指责愛爾達電視存在垄断行为，甚至影响免费电视台（例如台湾公视）对比赛的报道，可能违反台湾的反不正当竞争法。

## 外部連結
- ELTA愛爾達科技 （页面存档备份，存于）
- ELTA愛爾達電視 （页面存档备份，存于）
- 愛爾達體育1台 - 中華電信 MOD 網站 （页面存档备份，存于）
- 愛爾達體育2台 - 中華電信 MOD 網站 （页面存档备份，存于）
- 愛爾達體育3台 - 中華電信 MOD 網站 （页面存档备份，存于）
- 愛爾達綜合台 - 中華電信 MOD 網站 （页面存档备份，存于）
- 愛爾達影劇台 - 中華電信 MOD 網站 （页面存档备份，存于）
- 愛爾達電視的Facebook專頁 （页面存档备份，存于）
- YouTube上的愛爾達科技頻道
- 台灣公司資料 （页面存档备份，存于）